# Протестантизм в Анголе
Протестантизм в Анголе — одно из направлений христианства в стране. По данным исследовательского центра Pew Research Center в 2010 году в Анголе проживало 5,84 млн протестантов, которые составляли 30,6 % населения этой страны. По данным Национального института статистических оценок доля протестантов в 2013 году достигла 33 % от всего населения. Протестанты являются самой быстрорастущей религиозной группой в стране; в 1970 году в Анголе проживало лишь 422 тыс. протестантов (7 % населения).
Протестантами являются свыше половины таких ангольских народов, как чокве, лучази, яка и лунда; до 40 % баконго и куаньяма. Протестантами также являются подавляющее большинство живущих в Анголе африканеров. Среди других ангольских народов, протестанты составляют менее трети от общей численности.

## Исторический обзор
Первыми протестантскими миссионерами в стране были британские баптисты, начавшие в 1878 году миссию среди баконго. В дальнейшем, их служение привело к созданию Евангельской баптистской церкви. Португальские баптисты, начавшие служение в 1929 году, сформировали Свободную баптистскую церковь. Наконец, миссионерская деятельность канадских (с 1954) и американских (с 1968) баптистов привела к созданию Баптистской конвенции Анголы.
В 1880 году на территории Анголы высадились американские конгрегационалисты, начавшие служение среди овимбунду. Миссия последних в 1886 году была усилена канадскими пресвитерианами. Служение конгрегационалистов и пресвитериан привело в дальнейшем к созданию Евангелической конгрегациональной церкви Анголы. Служение Арчибальда Петтерсона, начатое в Анголе в 1922 году, привело к созданию Евангелической реформатской церкви Анголы.
В 1885 году в Анголу прибыли 45 американских миссионеров из Методистской епископальной церкви, начав служение среди амбунду. Плимутские братья начали свою миссию в Анголе в 1889 году. С 1891 года лютеранские миссионеры под руководством А. Вольфхурст устанавливают церкви на юге Анголы. В дальнейшем, деятельность лютеран вылилась в создание Евангелической лютеранской церкви Анголы.
Служение миссионеров из межденоминационной Общей южноафриканской миссии, начатое в 1914 году, привело к созданию независимой Евангелической церкви Южной Анголы.
Англикане начали своё служение в Анголе в 1924 году. Длительное время их присутствие было малозаметным, англиканская церковь страны подчинялась провинции Южной Африки. Отдельная англиканская епархия для Анголы была создана в середине 1990-х годов.
В 1924 году группа адвентистов, под руководством Уильяма Андерсона открывает в Мбонго (провинция Уамбо) первую адвентистскую миссию. В дальнейшем, деятельность адвентистов привела к открытию ряда школ и одной больницы; в 1953 году адвентисты начали собственное радиовещание.
Первыми пятидесятническими миссионерами в Анголе были супруги Э. и П. Старк из Церкви Бога, прибывшие в Анголу в мае 1938 года. Со смертью Эдмонда от малярии в 1939 году служение Старков было прервано безрезультатно. В 1951 году в Анголе начинает служение миссионер Ассамблей Бога из Португалии Иоаким Антонио Карташо Мартинш, который создаёт Евангелическую миссию Виста-Алегре, переросшую в Пятидесятнические ассамблеи Бога в Анголе. Чуть позже от Ассамблей Бога откололись Евангелическая пятидесятническая церковь Анголы и Евангелическая пятидесятническая миссия Анголы. Ок. 1949 года от движения кимбангистов в Анголе откололась группа во главе с бывшим баптистом Симау Току, сформировав т. н. «Токоистскую церковь» (официально — Церковь Господа нашего Иисуса Христа на земле). Со временем церковь отказалась от ряда радикальных учений, в ней возобладали евангельские тенденции; в настоящее время церковь относят к независимым африканским неохаризматическим движениям.
Церковь Христа присутствует в Анголе с 1970 года, меннониты — с 1983 года, Армия Спасения — с 1985.
Протестантские миссионеры внесли заметный вклад в развитие страны, выполняя роль не только проповедников, но и являясь врачами, учителями и консультантами. Стремясь перевести Библию на африканские языки, протестанты предпринимали значительные усилия по изучению языков местных племён.

## Современное положение
Крупнейшую протестантскую конфессию в Анголе представляют пятидесятники (2,574 млн в 2010 году). Пятидесятнические ассамблеи Бога в Анголе сообщают о 2 млн прихожанах в 2008 году (при этом в 2000 году церковь насчитывала лишь 600 тыс. верующих). Церковь не поспевает за ростом прихожан — из 10 тыс. пасторов этой деноминации в Анголе, лишь 500 имеют пасторское образование. В стране представлены и другие пятидесятнические группы — это Всемирная церковь «Царство Божие» (400 тыс.), Церковь Бога (80 тыс.), Евангелическая пятидесятническая миссия Анголы (75 тыс. верующих), Евангелическая пятидесятническая церковь Анголы (20 тыс. в 2000 году), Искупленная христианская церковь Бога и др. Неохаризматическая Церковь Господа нашего Иисуса Христа на земле заявляет о 800 тыс. прихожанах. В 2013 году церковь открыла в Луанде кафедральный собор, вмещающий 20 тыс. человек.
Две самые крупные церкви реформаторско-пресвитерианской традиции — это Евангелическая конгрегациональная церковь в Анголе (950 тыс.) и Евангелическая реформаторская церковь Анголы (200 тыс.). Помимо них в стране действуют весьма малочисленные Пресвитерианская церковь Анголы, Независимая пресвитерианская церковь Анголы и Объединённая евангелическая церковь Анголы.
Баптисты Анголы (436 тыс.) объединены в Баптистскую конвенцию Анголы (39 тыс. членов), Евангельскую баптистскую церковь в Анголе (90 тыс. членов) и Свободную баптистскую церковь в Анголе (3 тыс. членов).
Заметную группу в стране составляют адвентисты седьмого дня (340 тыс. взрослых, крещённых членов).
Лютеране (48 тыс.) объединены в Евангелическую лютеранскую церковь Анголы; верующие данной конфессии значительно представлены в провинции Кунене. Среди других конфессий следует назвать плимутских братьев (350 тыс., 1200 церквей), Новоапостольскую церковь (233 тыс.), Объединённую методистскую церковь (150 тыс.), Евангелическую церковь южной Анголы (50 тыс., 194 церкви), англикан (37 тыс.), меннонитов (19 тыс.), Церковь Христа в Анголе (15 тыс.) и назарян (11 тыс.).

## Межконфессиональный диалог
Экуменические усилия ангольских протестантов привели к созданию в 1922 году Евангелического альянса Анголы. Однако в 1961 году власти Анголы расформировали альянс. В 1974 году несколько консервативных евангельских церквей страны сформировали Ассоциацию евангеликов в Анголе, в настоящее время связанную со Всемирным евангельским альянсом. В 1977 году традиционные протестанты стали у истоков ангольского Совета евангельских церквей (с 1992 года — Совет христианских церквей в Анголе). Четыре ангольские церкви входят во Всемирный совет церквей.